# Piveteausaurus divesensis
Piveteausaurus divesensis es la única especie conocida del género extinto Piveteausarus ("lagarto de Piveteau") de dinosaurio terópodo megalosáurido, que vivió a mediados del período Jurásico, hace aproximadamente 164 millones de años, en el Calloviense, en lo que hoy es Europa. Es conocido solo por un cráneo incompleto encontrado en la Formación Marnes de Dives de Calvados, norte de Francia. 

## Descripción
Los restos son similares a los de Allosaurus, pero más alargado, y con las crestas supraoculares no tan pronunciadas Tenía un tamaño estimado de 11 metros de largo y un peso de 2 toneladas.

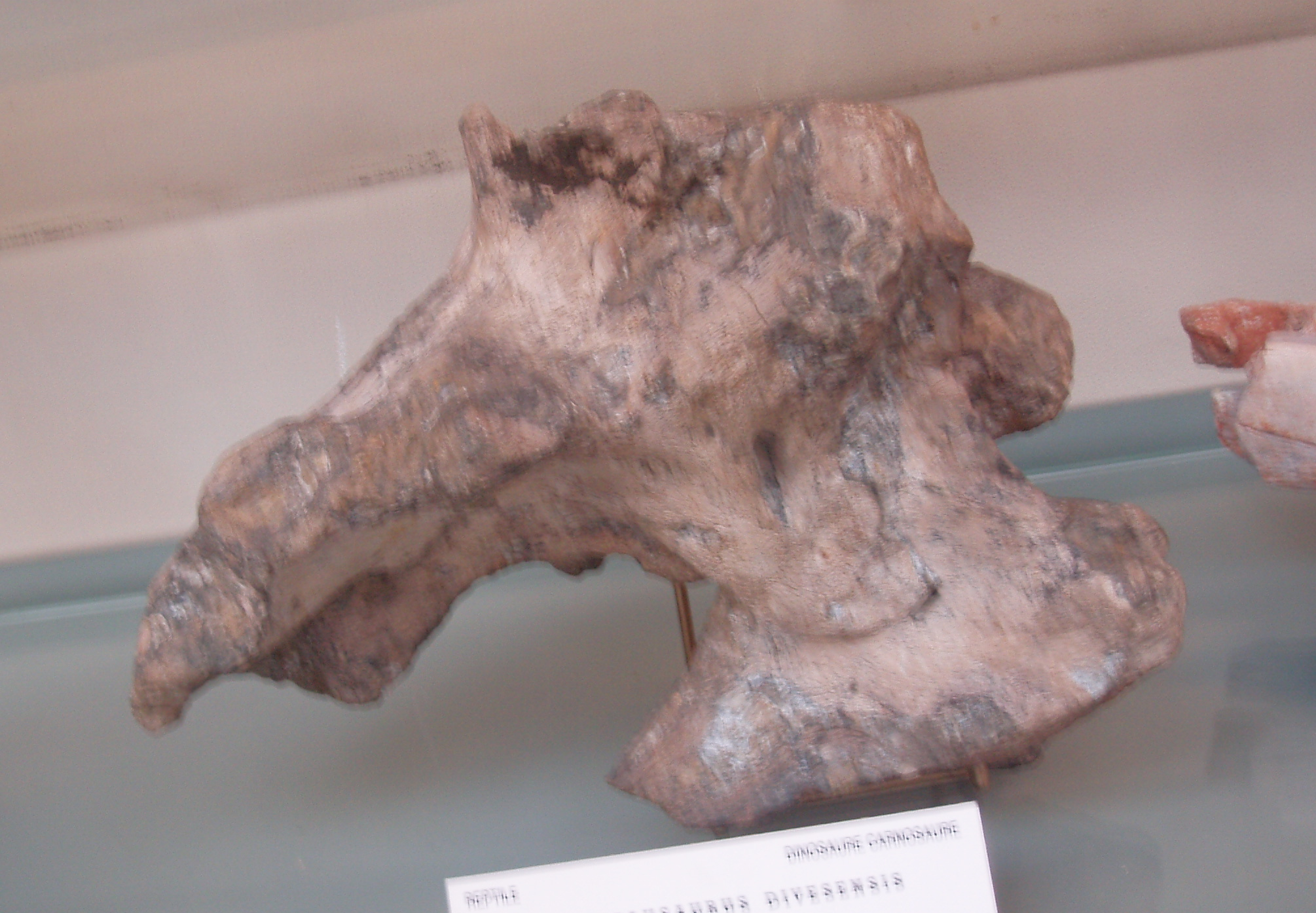
Holotipo de Piveteausaurus

La caja craneana parcial del espécimen tipo de Piveteausaurus fue descrita por primera vez en 1923 por el paleontólogo francés Jean Piveteau en las ilustraciones y fotografías del espécimen, MNHN 1920-7. La caja del cráneo es comparable de tamaño al de un gran Allosaurus y se parece a la de otro megalosauroide, Piatnitzkysaurus, de Argentina. Piveteau agrupó este cráneo parcial con otros especímenes encontrados anteriormente en ese lugar por el naturalista francés Georges Cuvier y descritos por el paleontólogo inglés Richard Owen.  Owen asignó estos fragmentos come pertenecientes a la especie Streptospondylus cuvieri y Piveteau incluyó los restos en la misma.
Mientras que el cráneo parece ser distinto, el material limitado de los restos de Piveteausaurus no hace fácil clasificarlo. Ha sido comparado con Ceratosaurus, Eustreptospondylus, y Proceratosaurus, y fue interpretado como especie de los últimos dos géneros en las varias ocasiones. Actualmente se lo considera un Tetanurae basal de afinidades inciertas y como otros tetanuros basales fue un bípedo carnívoro.

## Descubrimiento e investigación
MNHN1920-7 fue encontrado en rocas que se creían pertenecientes al Oxfordiense, Jurásico Superior, de Vaches Noires cerca de Dives en Normandía, Francia. Posteriormente estas rocas fueron revaluadas como más antiguas, del Calloviense superior, Jurásico Medio, hace alrededor de 162 millones de años.
MNHN 1920-7 fue revaluado en 1964 por Alick Walker como parte de su trabajo sobre Ornithosuchus y la evolución de Carnosauria. Él asignó a MNHN 1920-7 a Eustreptospondylus como holotipo, o espécimen tipo, de una nueva especie E. divesensis.  Los otros fragmentos óseos encontrados por Cuvier y atribuidos a  S. cuvieri por Owen también fueron transferidos, como una "materia de conveniencia," pero sin convicción por parte de Walker, a la nueva especie, Eustreptospondylus divesensis. Dándosele su propio género en 1977 por Philippe Taquet y Samuel Welles: Piveteausaurus, así llamado por Piveteau. Taquet y Welles removieron los restos poscraneales, anteriormente asociados por Walker, a la misma especie. El cráneo sería considerado más adelante por Gregory S. Paul como una especie de Proceratosaurus, P. divesensis, pero esta asignación ha sido rechazada por otros investigadores.
En cuanto a su etimología, el nombre Piveteausaurus, rinde honor a Jean Piveteau, paleontólogo francés, junto con el griego "sauros" acepción de lagarto. El epíteto específico deriva de la Formación Marnes de Dives en Normandía, Francia, por lo tanto, el nombre genérico significa: Lagarto de Piveteau de Marnes de Dives.

## Clasificación
Piveteausaurus fue originalmente considerado como un megalosáurido como una "cuestión de conveniencia", ya que sus descriptores no querían nombrar una nueva familia para tales restos fragmentarios. Tom Holtz y colegas en 2004 lo consideraron un miembro indeterminado de Tetanurae , aunque no lo incluyeron en un análisis filogenético. El primer análisis de este tipo fue realizado por Benson en 2010. Descubrió que, aunque su ubicación exacta no estaba resuelta, siempre se agrupaba con un miembro del clado Megalosauridae , por lo que lo más probable es que perteneciera a esa familia.

### Filogenia
La posición filogenética de Piveteausaurus según Carrano et al. en 2012, se muestra en este cladograma.

|  | Eustreptospondylus |
|  |                    |

|  | Duriavenator                                                 |
|  |                                                              |
|  | \| \| Megalosaurus \| \| \| \| \| \| Torvosaurus \| \| \| \| |
|  |                                                              |
|  | Megalosaurus                                                 |
|  |                                                              |
|  | Torvosaurus                                                  |
|  |                                                              |

|  | Megalosaurus |
|  |              |
|  | Torvosaurus  |
|  |              |

|  | Dubreuillosaurus |
|  |                  |
|  | Magnosaurus      |
|  |                  |

|  | Leshansaurus   |
|  |                |
|  | Piveteausaurus |
|  |                |

|  | Dubreuillosaurus |
|  |                  |
|  | Magnosaurus      |
|  |                  |

|  | Leshansaurus   |
|  |                |
|  | Piveteausaurus |
|  |                |

|  | Duriavenator                                                 |
|  |                                                              |
|  | \| \| Megalosaurus \| \| \| \| \| \| Torvosaurus \| \| \| \| |
|  |                                                              |
|  | Megalosaurus                                                 |
|  |                                                              |
|  | Torvosaurus                                                  |
|  |                                                              |

|  | Megalosaurus |
|  |              |
|  | Torvosaurus  |
|  |              |

|  | Dubreuillosaurus |
|  |                  |
|  | Magnosaurus      |
|  |                  |

|  | Leshansaurus   |
|  |                |
|  | Piveteausaurus |
|  |                |

|  | Dubreuillosaurus |
|  |                  |
|  | Magnosaurus      |
|  |                  |

|  | Leshansaurus   |
|  |                |
|  | Piveteausaurus |
|  |                |

|  | Eustreptospondylus |
|  |                    |

|  | Duriavenator                                                 |
|  |                                                              |
|  | \| \| Megalosaurus \| \| \| \| \| \| Torvosaurus \| \| \| \| |
|  |                                                              |
|  | Megalosaurus                                                 |
|  |                                                              |
|  | Torvosaurus                                                  |
|  |                                                              |

|  | Megalosaurus |
|  |              |
|  | Torvosaurus  |
|  |              |

|  | Dubreuillosaurus |
|  |                  |
|  | Magnosaurus      |
|  |                  |

|  | Leshansaurus   |
|  |                |
|  | Piveteausaurus |
|  |                |

|  | Dubreuillosaurus |
|  |                  |
|  | Magnosaurus      |
|  |                  |

|  | Leshansaurus   |
|  |                |
|  | Piveteausaurus |
|  |                |

|  | Duriavenator                                                 |
|  |                                                              |
|  | \| \| Megalosaurus \| \| \| \| \| \| Torvosaurus \| \| \| \| |
|  |                                                              |
|  | Megalosaurus                                                 |
|  |                                                              |
|  | Torvosaurus                                                  |
|  |                                                              |

|  | Megalosaurus |
|  |              |
|  | Torvosaurus  |
|  |              |

|  | Dubreuillosaurus |
|  |                  |
|  | Magnosaurus      |
|  |                  |

|  | Leshansaurus   |
|  |                |
|  | Piveteausaurus |
|  |                |

|  | Dubreuillosaurus |
|  |                  |
|  | Magnosaurus      |
|  |                  |

|  | Leshansaurus   |
|  |                |
|  | Piveteausaurus |
|  |                |

|  | Eustreptospondylus |
|  |                    |

|  | Duriavenator                                                 |
|  |                                                              |
|  | \| \| Megalosaurus \| \| \| \| \| \| Torvosaurus \| \| \| \| |
|  |                                                              |
|  | Megalosaurus                                                 |
|  |                                                              |
|  | Torvosaurus                                                  |
|  |                                                              |

|  | Megalosaurus |
|  |              |
|  | Torvosaurus  |
|  |              |

|  | Dubreuillosaurus |
|  |                  |
|  | Magnosaurus      |
|  |                  |

|  | Leshansaurus   |
|  |                |
|  | Piveteausaurus |
|  |                |

|  | Dubreuillosaurus |
|  |                  |
|  | Magnosaurus      |
|  |                  |

|  | Leshansaurus   |
|  |                |
|  | Piveteausaurus |
|  |                |

|  | Duriavenator                                                 |
|  |                                                              |
|  | \| \| Megalosaurus \| \| \| \| \| \| Torvosaurus \| \| \| \| |
|  |                                                              |
|  | Megalosaurus                                                 |
|  |                                                              |
|  | Torvosaurus                                                  |
|  |                                                              |

|  | Megalosaurus |
|  |              |
|  | Torvosaurus  |
|  |              |

|  | Dubreuillosaurus |
|  |                  |
|  | Magnosaurus      |
|  |                  |

|  | Leshansaurus   |
|  |                |
|  | Piveteausaurus |
|  |                |

|  | Dubreuillosaurus |
|  |                  |
|  | Magnosaurus      |
|  |                  |

|  | Leshansaurus   |
|  |                |
|  | Piveteausaurus |
|  |                |

|  | Eustreptospondylus |
|  |                    |

|  | Duriavenator                                                 |
|  |                                                              |
|  | \| \| Megalosaurus \| \| \| \| \| \| Torvosaurus \| \| \| \| |
|  |                                                              |
|  | Megalosaurus                                                 |
|  |                                                              |
|  | Torvosaurus                                                  |
|  |                                                              |

|  | Megalosaurus |
|  |              |
|  | Torvosaurus  |
|  |              |

|  | Dubreuillosaurus |
|  |                  |
|  | Magnosaurus      |
|  |                  |

|  | Leshansaurus   |
|  |                |
|  | Piveteausaurus |
|  |                |

|  | Dubreuillosaurus |
|  |                  |
|  | Magnosaurus      |
|  |                  |

|  | Leshansaurus   |
|  |                |
|  | Piveteausaurus |
|  |                |

|  | Duriavenator                                                 |
|  |                                                              |
|  | \| \| Megalosaurus \| \| \| \| \| \| Torvosaurus \| \| \| \| |
|  |                                                              |
|  | Megalosaurus                                                 |
|  |                                                              |
|  | Torvosaurus                                                  |
|  |                                                              |

|  | Megalosaurus |
|  |              |
|  | Torvosaurus  |
|  |              |

|  | Dubreuillosaurus |
|  |                  |
|  | Magnosaurus      |
|  |                  |

|  | Leshansaurus   |
|  |                |
|  | Piveteausaurus |
|  |                |

|  | Dubreuillosaurus |
|  |                  |
|  | Magnosaurus      |
|  |                  |

|  | Leshansaurus   |
|  |                |
|  | Piveteausaurus |
|  |                |

|  | Eustreptospondylus |
|  |                    |

|  | Duriavenator                                                 |
|  |                                                              |
|  | \| \| Megalosaurus \| \| \| \| \| \| Torvosaurus \| \| \| \| |
|  |                                                              |
|  | Megalosaurus                                                 |
|  |                                                              |
|  | Torvosaurus                                                  |
|  |                                                              |

|  | Megalosaurus |
|  |              |
|  | Torvosaurus  |
|  |              |

|  | Dubreuillosaurus |
|  |                  |
|  | Magnosaurus      |
|  |                  |

|  | Leshansaurus   |
|  |                |
|  | Piveteausaurus |
|  |                |

|  | Dubreuillosaurus |
|  |                  |
|  | Magnosaurus      |
|  |                  |

|  | Leshansaurus   |
|  |                |
|  | Piveteausaurus |
|  |                |

|  | Duriavenator                                                 |
|  |                                                              |
|  | \| \| Megalosaurus \| \| \| \| \| \| Torvosaurus \| \| \| \| |
|  |                                                              |
|  | Megalosaurus                                                 |
|  |                                                              |
|  | Torvosaurus                                                  |
|  |                                                              |

|  | Megalosaurus |
|  |              |
|  | Torvosaurus  |
|  |              |

|  | Dubreuillosaurus |
|  |                  |
|  | Magnosaurus      |
|  |                  |

|  | Leshansaurus   |
|  |                |
|  | Piveteausaurus |
|  |                |

|  | Dubreuillosaurus |
|  |                  |
|  | Magnosaurus      |
|  |                  |

|  | Leshansaurus   |
|  |                |
|  | Piveteausaurus |
|  |                |

|  | Eustreptospondylus |
|  |                    |

|  | Duriavenator                                                 |
|  |                                                              |
|  | \| \| Megalosaurus \| \| \| \| \| \| Torvosaurus \| \| \| \| |
|  |                                                              |
|  | Megalosaurus                                                 |
|  |                                                              |
|  | Torvosaurus                                                  |
|  |                                                              |

|  | Megalosaurus |
|  |              |
|  | Torvosaurus  |
|  |              |

|  | Dubreuillosaurus |
|  |                  |
|  | Magnosaurus      |
|  |                  |

|  | Leshansaurus   |
|  |                |
|  | Piveteausaurus |
|  |                |

|  | Dubreuillosaurus |
|  |                  |
|  | Magnosaurus      |
|  |                  |

|  | Leshansaurus   |
|  |                |
|  | Piveteausaurus |
|  |                |

|  | Duriavenator                                                 |
|  |                                                              |
|  | \| \| Megalosaurus \| \| \| \| \| \| Torvosaurus \| \| \| \| |
|  |                                                              |
|  | Megalosaurus                                                 |
|  |                                                              |
|  | Torvosaurus                                                  |
|  |                                                              |

|  | Megalosaurus |
|  |              |
|  | Torvosaurus  |
|  |              |

|  | Dubreuillosaurus |
|  |                  |
|  | Magnosaurus      |
|  |                  |

|  | Leshansaurus   |
|  |                |
|  | Piveteausaurus |
|  |                |

|  | Dubreuillosaurus |
|  |                  |
|  | Magnosaurus      |
|  |                  |

|  | Leshansaurus   |
|  |                |
|  | Piveteausaurus |
|  |                |

|  | Eustreptospondylus |
|  |                    |

|  | Duriavenator                                                 |
|  |                                                              |
|  | \| \| Megalosaurus \| \| \| \| \| \| Torvosaurus \| \| \| \| |
|  |                                                              |
|  | Megalosaurus                                                 |
|  |                                                              |
|  | Torvosaurus                                                  |
|  |                                                              |

|  | Megalosaurus |
|  |              |
|  | Torvosaurus  |
|  |              |

|  | Dubreuillosaurus |
|  |                  |
|  | Magnosaurus      |
|  |                  |

|  | Leshansaurus   |
|  |                |
|  | Piveteausaurus |
|  |                |

|  | Dubreuillosaurus |
|  |                  |
|  | Magnosaurus      |
|  |                  |

|  | Leshansaurus   |
|  |                |
|  | Piveteausaurus |
|  |                |

|  | Duriavenator                                                 |
|  |                                                              |
|  | \| \| Megalosaurus \| \| \| \| \| \| Torvosaurus \| \| \| \| |
|  |                                                              |
|  | Megalosaurus                                                 |
|  |                                                              |
|  | Torvosaurus                                                  |
|  |                                                              |

|  | Megalosaurus |
|  |              |
|  | Torvosaurus  |
|  |              |

|  | Dubreuillosaurus |
|  |                  |
|  | Magnosaurus      |
|  |                  |

|  | Leshansaurus   |
|  |                |
|  | Piveteausaurus |
|  |                |

|  | Dubreuillosaurus |
|  |                  |
|  | Magnosaurus      |
|  |                  |

|  | Leshansaurus   |
|  |                |
|  | Piveteausaurus |
|  |                |

|  | Eustreptospondylus |
|  |                    |

|  | Duriavenator                                                 |
|  |                                                              |
|  | \| \| Megalosaurus \| \| \| \| \| \| Torvosaurus \| \| \| \| |
|  |                                                              |
|  | Megalosaurus                                                 |
|  |                                                              |
|  | Torvosaurus                                                  |
|  |                                                              |

|  | Megalosaurus |
|  |              |
|  | Torvosaurus  |
|  |              |

|  | Dubreuillosaurus |
|  |                  |
|  | Magnosaurus      |
|  |                  |

|  | Leshansaurus   |
|  |                |
|  | Piveteausaurus |
|  |                |

|  | Dubreuillosaurus |
|  |                  |
|  | Magnosaurus      |
|  |                  |

|  | Leshansaurus   |
|  |                |
|  | Piveteausaurus |
|  |                |

|  | Duriavenator                                                 |
|  |                                                              |
|  | \| \| Megalosaurus \| \| \| \| \| \| Torvosaurus \| \| \| \| |
|  |                                                              |
|  | Megalosaurus                                                 |
|  |                                                              |
|  | Torvosaurus                                                  |
|  |                                                              |

|  | Megalosaurus |
|  |              |
|  | Torvosaurus  |
|  |              |

|  | Dubreuillosaurus |
|  |                  |
|  | Magnosaurus      |
|  |                  |

|  | Leshansaurus   |
|  |                |
|  | Piveteausaurus |
|  |                |

|  | Dubreuillosaurus |
|  |                  |
|  | Magnosaurus      |
|  |                  |

|  | Leshansaurus   |
|  |                |
|  | Piveteausaurus |
|  |                |